# Người vận hành thời gian
Người vận hành thời gian (tiếng Anh: Time Runners) là một bộ tiểu thuyết du hành thời gian kì ảo viết bởi nhà văn người Anh Justin Richards, người trước đây từng sáng tác nhiều spin-off của sê-ri tiểu thuyết Doctor Who. Tập đầu tiên trong bộ, Freeze-framed được phát hành lần đầu vào tháng 3 năm 2007 bởi Simon & Schuster Children's. Ba tập còn lại phát hành cách khoảng kéo dài đến tháng 5 năm 2008. Tác phẩm được tái bản dưới dạng bìa mềm bởi Simon & Schuster UK, nhà xuất bản anh em với Simon & Schuster Children's, từ năm 2009 và phát hành sang thị trường Bắc Mỹ cùng nhiều quốc gia khác. Đúng như tên gọi, chủ đề chính của tiểu thuyết nói về thời gian và sự di chuyển trong nó, cũng như đề cập đến nhiều khía cạnh lịch sử và cả tương lai thông qua cái nhìn của hai thiếu niên là Jamie Grant và Anna Preston. Tuy là một dạng tiểu thuyết thiếu nhi dành cho người từ 9 đến 12 tuổi, bộ sách đề cập đến rất nhiều khái niệm không-thời gian và đòi hỏi một sự tập trung cao độ để nắm bắt trọn cốt truyện.
Tại Việt Nam, nhà xuất bản Kim Đồng đã mua bản quyền trọn bộ bốn tập tiểu thuyết và phát hành trong năm 2010.

## Nội dung
Cốt truyện của Người vận hành thời gian xoay quanh những chuyến du hành đi xuyên qua thời gian của Jamie Grant, một học sinh 12 tuổi, và Anna, một cô gái bí ẩn 14 tuổi. Trước khi những sự kiện trong tiểu thuyết xảy ra, Jamie là một đứa trẻ không thích hòa đồng với bạn bè. Anh học tại trường Oakridge, ngôi trường được miêu tả là lớn nhất thành phố mà anh vừa chuyển nhà đến; địa điểm ngôi trường và thành phố không được đề cập đến. Anh có một gia đình bình thường, gồm ba mẹ và đứa em gái 5 tuổi. Phòng của Jamie là một mớ hỗn độn, em gái Elie luôn bày những trò tinh nghịch hay làm phiền anh, ba làm việc đến khuya và mẹ thì luôn đặt ra những câu hỏi buộc anh phải trả lời khi tan học về. Cuộc sống và gia đình của Jamie rất bình thường, mọi việc cứ thế trôi qua cho đến ngày một cô gái bí ẩn, Anna, tìm gặp anh và nói nhiều thứ rối rắm về thời gian.
Bộ tiểu thuyết dài 4 tập, đó là Thế giới đông cứng (Freeze-framed), Sát thủ xuyên thời gian (Rewind Assassin), Đảo ngược tương lại (Past Forward) và Xóa sổ thế giới (Wipe Out). Mỗi tập là một chuyến phiêu lưu về quá khứ hay đến tương lại của Jamie và Anna, họ làm việc đó vì sứ mạng của mình. Trong tập Thế giới đông cứng, lý do Jamie bị lạc ra khỏi vòng thời gian bình thường được đề cập kĩ ở năm chương đầu; còn trong Xóa sổ thế giới, ba chương cuối cùng tập trung nêu lên cảm xúc của Jamie sau khi Anna quay trở về thời gian thực. Toàn bộ tiểu thuyết được viết theo ngôi thứ nhất, với nhân vật "tôi" là Jamie Grant, riêng chương cuối cùng của Xóa sổ thế giới (cũng là tập cuối) viết theo ngôi thứ ba. Ngoài ra, khi hai nhân vật chính đi đến điểm thời gian nào, một dòng ngày, tháng, năm sẽ thông báo ngay phần đó.

### Thế giới đông cứng
Tập đầu tiên của Người vận hành thời gian mang tên Freeze-framed (bản dịch tiếng Việt là Thế giới đông cứng) ra mắt ngày 5 tháng 3 năm 2007, dày 176 trang. Cốt truyện trong tập này nhìn chung rất phức tạp, nó giải thích lý do Jamie trở thành một "Người vận hành". Ngày 11 tháng 10, trong lúc tan trường, Jamie gặp một cô gái kì lạ tên là Anna, cô cảnh báo anh về một kẻ thù nguy hiểm nào đó là gã Nửa Đêm (Midnight) đen tối, cũng như giải thích một cách rối rắm về sự di chuyển trong thời gian. Jamie không tin và bỏ đi. Tối hôm đó, anh lại gặp Anna và một người đàn ông khác, nhưng họ đã biến mất không một dấu vết ngay tức khắc. Gã Nửa Đêm xuất hiện và trò chuyện với Jamie về việc cần phải có một bằng chứng để chứng minh con người có thể du hành thời gian, như việc nhảy vào bức ảnh chụp từ quá khứ.
Sáng hôm sau, ngày 12 tháng 10, mọi chuyện bắt đầu trở nên kì lạ với Jamie khi mẹ bỗng dưng không còn nhận ra anh, không được gọi tên trong giờ điểm danh ở trường và bị bọn bạn bè lẫn thầy cô phớt lờ, dĩ nhiên ban đầu Jamie nghĩ đó chỉ là một trò đùa. Trên đường về nhà, Jamie lại gặp Anna, nhưng kì lạ là cô cũng tỏ vẻ chưa từng gặp anh trước đó. Chiếc balô của anh tự dưng tuột khỏi vai và sách vở đổ ra đầy đường, một trong số đó, cuốn sách Lịch sử anh vừa được phát ban sáng, đã gây chú ý cho Anna, cô chạy đi và nói rằng sẽ tìm ra bằng chứng chứng minh những lời cô nói là thật, về thời gian. Jamie về nhà, mọi chuyện vẫn chẳng khá hơn lúc sáng, mẹ không nghe thấy tiếng chuông và phải nhờ Elie, Jiame mới vào nhà được. Anh tiếp tục gặp Anna trong phòng riêng của mình, đồ đạc trước đây của anh bỗng dưng biến mất không còn dấu vết, như thể chúng chưa từng xuất hiện. Anna giải thích rằng anh không còn tồn tại, chưa từng tồn tại trong mắt mọi người. Jamie đã ngã qua một hố giun (Lỗ hổng thời gian) và giờ đây anh đã "bị lạc" ra ngoài vòng thời gian tự nhiên, cũng như chưa từng được sinh ra. Anna cũng từng gặp phải tình cảnh như Jamie, cô bị lạc vào những năm 50 của thế kỉ trước, và giờ đây Anna mãi mãi 14 tuổi. Anna nói rằng thời gian như một dòng chảy và có nhiều hướng để đi, có thể đi thẳng, có thể đi đường tắt bằng cách nhảy qua lại từng thời điểm, hay bị lạc ra khỏi nó giống trường hợp của cô và Jamie. Và để thuyết phục Jamie tin lời mình nói, Anna gợi ý Jamie xem trang bìa quyển sách Lịch sử, rồi cô vụt biến mất trong khoảnh khắc. Jamie sửng sốt khi nhìn thấy, trên bức ảnh lịch sử chụp từ năm 1905, một cô gái đang cười với anh và không ai khác ngoài Anna! Cô đã quay về quá khứ và nhảy xen vào bức ảnh đó khi nó được chụp. Jamie tìm mọi cách giúp mẹ nhớ ra anh là ai, thậm chí còn đem ra những tấm ảnh cũ chụp chung với gia đình. Nhưng tất cả đều vô ích, anh đã biến mất luôn trong những bức ảnh ấy và rơi tuột vào quên lãng.
Ngày 13 tháng 10, Jamie thử đến trường nhưng không còn ai nhận ra anh. Anh lại gặp Anna, cô giải thích rằng Lỗ hổng thời gian xuất hiện do có một thay đổi nào đó trong lịch sử, nó cũng là nguyên nhân khiến Jamie bị lạc. Nửa Đêm lại xuất hiện và truy đuổi hai người họ, Jamie phát hiện ra anh có một quyền năng bẩm sinh khi biến con hổ răng kiếm, thú nuôi của Nửa Đêm, thịt xương rã nát vì đã kéo dài tuổi thọ của nó đến hàng triệu năm sau. Nửa Đêm nói rằng gã cần anh hợp tác vào phe phái nào đó của gã, đó cũng là lý do gã có mặt ở đây. Bên cạnh Nửa Đêm còn có những sinh vật quái dị và hung dữ được Anna gọi là Quỷ lướt, chúng đuổi theo Jamie và Anna nhưng họ đều tẩu thoát thành công. Ra khỏi trường học, Jamie nhìn thấy Lỗ hổng thời gian đang ngày càng to ra và nuốt nhiều người hơn, những người cũng sẽ như anh, tức là bị lạc mãi mãi khỏi vòng thời gian. Nửa Đêm đẩy Anna vào một lỗ hổng, Jamie ra sức ngăn lại và cứu được cô, nhưng chính anh lại bị rơi vào trong một lần nữa, vào cõi thời gian vô tận.
Trải qua một thời gian dài, mà chính bản thân Jamie cũng không nhận ra, anh được ông lão Senex cứu thoát và quay trở về nước Áo thế kỉ 18. Tại đó, anh gặp lại Anna và nhận lời mời gia nhập Hội đồng minh của Senex, trở thành một trong số những Người vận hành thời gian, giống như Anna, với trách nhiệm giữ cho lịch sử đi đúng lộ trình và mọi thứ quay về đúng trật tự. Qua Senex, Jamie được biết rằng Nửa Đêm thuộc Hội vận hành hắc ám, những kẻ chuyên đi phá hoại lịch sử với lý tưởng tạo ra một thế giới mới tốt đẹp hơn, nhưng gây ảnh hưởng đến hàng triệu người. Cũng nhờ Senex, Jamie biết rằng anh có một quyền năng thời gian bẩm sinh rất mạnh, nếu qua luyện tập và rèn giũa kĩ càng có thể trở thành một Bậc thầy về thời gian, như Nửa Đêm. Những Người vận hành thời gian có quyền năng khiến thời gian dừng lại, nhanh đi hay chậm hơn, điều thời gian của một vật hay của mọi thứ đến quá khứ hay tương lai hàng triệu năm,... nhờ một chiếc đồng hồ màu đen luôn đeo trên tay, dù Jamie có thể không cần dùng đến nó do bản năng bẩm sinh của mình. Senex phân anh và Anna thành một cặp để hợp tác giải quyết các nhiệm vụ về thời gian, mà công việc đầu tiên của họ là tìm ra nguyên nhân khiến Lỗ hổng thời gian xuất hiện và xử lý nó. Một khi Lỗ hổng thời gian biến mất, tức là lịch sử đã đi đúng "đường ray", mọi thứ sẽ trở lại bình thường, bao gồm cả những người đã bị nó hút vào, trừ Jamie. Bởi vì anh đã là một phần của những sự kiện khiến Lỗ hồng thời gian xuất hiện hay biến mất, anh đã bị lạc mãi mãi, giống như Anna, và không có cách nào quay về.
Jamie và Anna quay trở về ngày 11 tháng 10, tức là hôm trước khi xảy ra những sự kiện nguyên nhân khiến Lỗ hổng thời gian xuất hiện. Do không thể tự mình thay đổi những sự kiện mà chính mình là một phần của nó, Jamie nhờ Anna đến cảnh báo cho Jamie-lúc-đó biết những nguy hiểm sắp xảy đến, nhưng Jamie-lúc-đó không tin và bỏ đi. Bằng quyền năng của mình, Anna khiến thời gian lao đi vun vút đến ngày 12 tháng 10, tức là thời điểm sự kiện nguyên nhân xảy ra. Họ phát hiện ra chính Anna là nguyên nhân của những rắc rối này, do cô - qua sự gài bẫy của Nửa Đêm về những tấm ảnh lịch sử và quyển sách Lịch sử do một con Quỷ lướt cố ý làm rơi trước mặt cô lúc Jamie-lúc-đó đánh rơi sách vở - đã quay về thời điểm năm 1905 và vô tình nhảy xen vào bức ảnh trên bìa sách, và lịch sử thay đổi từ đó. Họ quay lại năm 1905 một lần nữa và nhìn thấy một cô bé, đáng lẽ phải xuất hiện trên bức ảnh, bị đẩy ra khỏi ống kính lúc bức ảnh được chụp, bởi Anna. Để lần thêm manh mối về nhân vật này, Jamie và Anna đến Thư viên tận cùng thời gian, nơi lưu trữ tất cả mọi thông tin, mọi thứ đang và đã tồn tại cả trong thời gian lẫn ngoài thời gian mà không có giới hạn. Cô bé trong bức ảnh là Jane Sinclair, người sẽ thừa kế gia sản kếch sù và công ty của Henry Masterson do ngoại hình cô giống với đứa con gái rượu đã mất của ông, để rồi từ đó, nhờ vào năng lực của mình, Jane đã chế tạo ra một bộ phận quan trọng của Spitfire, rồi chính những chiếc máy bay này lại góp công lớn trong việc ngăn chặn cuộc chiến tranh chớp nhoáng của Đức Quốc xã vào Anh Quốc hồi Chiến tranh thế giới thứ hai. Việc Anna đẩy Jane ra khỏi bức ảnh đã khiến Masterson không thể nhìn thấy cô, và Spitfire đã không đủ sức ngăn chặn Messerschmitt của Đức, dẫn đến việc chiến tranh kết thúc chậm hơn ba năm, tức là năm 1948 thay vì 1945. Hậu quả là số người tử trận nhiều hơn, trong đó có cả người chưa lập gia đình, dẫn đến hàng triệu người từ các thế hệ sau không được sinh ra, không còn tồn tại, như Jamie.
Jamie và Anna quay về năm 1907, hai năm sau sự kiện, để giúp Jane gặp Masterson nhằm hàn gắn mối liên kết lịch sử. Không may, Nửa Đêm đã ra tay trước, gã giết chết Masterson bằng cách tăng tuổi thọ của ông đến hàng trăm năm sau. Gã đưa Jamie và Anna quay lại ngày 13 tháng 10, ngày Lỗ hổng thời gian xảy ra, nhưng hiện tại lại không còn xảy ra. Lý do đơn giản là Jamie đã quay lại thời điểm anh được phát sách Lịch sử và tráo nó bằng một quyển sách khác, Anna không nhìn thấy bức ảnh kia và vì vậy cô đã nhảy xen vào bức ảnh của một cuốn sách bình thường khác, lịch sử đã không thay đổi và hàng triệu người quay về với thực tại. Nửa Đêm điên tiết và ra lệnh cho bọn quái thú tấn công họ, nhưng Jamie đã dùng quyền năng bẩm sinh của mình dừng thời gian lại kịp lúc. Anh và Anna chạy thoát và đến chỗ Senex để nhận nhiệm vụ mới.